# Disterigma baguense
Disterigma baguense är en ljungväxtart som beskrevs av Pedraza. Disterigma baguense ingår i släktet Disterigma och familjen ljungväxter. Inga underarter finns listade i Catalogue of Life.